# Massacre de Wiriyamu
Le massacre de Wiriyamu est un massacre perpétré par des soldats portugais dans le Mozambique colonial le 16 décembre 1972. Il cible le village de Wiriyamu et fait plusieurs centaines de victimes.